# Christian Greber
Pour les articles homonymes, voir Greber.
Christian Greber (né le 8 février 1972) est un skieur alpin autrichien, originaire de Mellau.

## Coupe du Monde
- 1 victoire en Descente : à Bormio, 2001.
- 1 podium en Descente : 3° à Bormio, 2000.
- 1 podium en Super G : 3° à Whistler, 1995.

Meilleur classement : 7° de la Coupe du monde de Descente en 2002.

## Jeux olympiques
- Salt Lake City (USA) 2002: 6° de la Descente (Snowbasin).